# Suore del Sacro Cuore e dei poveri
Le Suore del Sacro Cuore e dei poveri (in spagnolo Hermanas del Sagrado Corazón y de los Pobres; sigla H.S.C.P.) sono un istituto religioso femminile di diritto pontificio.

## Storia
La congregazione fu fondata da Atenógenes Silva y Álvarez Tostado insieme con Isaura de la Cueva Ramírez: mentre era canonico cattedrale di Guadalajara, Silva diede vita all'ospedale del Sacro Cuore e ne affidò la direzione a un gruppo di laiche secolari, anche se aveva già idea di istituire una congregazione di suore; nel 1888 iniziò a prestare servizio mell'ospedale Isaura de la Cueva, che l'anno successivo divenne direttrice dell'ospedale e diede alla comunità che lo gestiva un carattere religioso.
Verso la fine del 1896 Isaura de la Cueva, insieme con tre compagne, si trasferì a Colima, città di cui Silva era stato eletto vescovo, e assunse la direzione dell'Asilo guadalupano per donne anziane e bambine. La comunità si orientò ancor più alla vita religiosa e il 12 dicembre 1899 il vescovo Silva eresse la pia unione in congregazione di diritto diocesano, dando alle religiose il titolo di "Propagatrici del culto del Sacro Cuore e sorelle dei poveri".
Quando Silva fu promosso alla sede metropolitana di Michoacán, nel 1901 le suore decisero di seguirlo e trasferirono la loro sede a Morelia, dove assunsero la cura dell'orfanotrofio del Sacro Cuore.
Sotto i governi di Venustiano Carranza e Plutarco Elías Calles le suore furono disperse e videro confiscati i loro beni. Alcune religiose continuarono la vita comune in clandestinità e, con l'aiuto di alcuni missionari dello Spirito Santo, rividero le loro costituzioni: dopo il 1940, terminate le persecuzioni, poterono accogliere nuove postulanti e aprire case.
Le suore mutarono la loro denominazione in "Suore del Sacro Cuore e dei poveri" nel 1976. Ottennero l'approvazione pontificia il 12 dicembre 1982.

## Attività e diffusione
Le suore si dedicano ad attività educative e a opere di assistenza.
La sede generalizia è a Morelia.
Alla fine del 2015 l'istituto contava 170 religiose in 29 case.